# Premocyathus
Genre
Premocyathus est un genre de coraux durs de la famille des Caryophylliidae.

## Liste d'espèces
Le genre Premocyathus comprend les espèces suivantes :
| Selon World Register of Marine Species (29 juin 2015) : - Premocyathus cornuformis Pourtalès, 1868 - Premocyathus dentiformis Alcock, 1902 | Selon ITIS (29 juin 2015) : - Premocyathus compressus Yabe & Eguchi, 1942 - Premocyathus cornuformis De Pourtalès, 1868 - Premocyathus dentiformis Alcock, 1902 |